# Franz Xaver Lampi
Franz Xaver Lampi, también Franciszek Ksawery Lampi y Franz Ferdinand von Lampi (22 de enero de 1782 - 22 de julio de 1852), fue un pintor romántico polaco de origen italiano nacido en Austria. Se relacionó con el círculo aristocrático del Estanislao II Poniatowski, el último rey polaco antes del reparto de Polonia entre las potencias vecinas Lampi se estableció en Varsovia hacia 1815, a la edad de 33 años, y se consolidó como el principal pintor de paisajes y retratos de la Polonia del Congreso, incorporada a Rusia tras el Congreso de Viena (1815).

## Biografía
Lampi era hijo del célebre pintor histórico italiano Juan Bautista Lampi, el Viejo, de Romeno (n.1751), conocido como Jan Chrzciciel Lampi en Polonia, que fue invitado a Varsovia por el rey Estanisłao II Augusto en 1786, cuando Franz (Franciszek) contaba 4 años (o entre 1788 y 1791, según algunas fuentes).
Nació en Klagenfurt, donde su padre trabajaba para la corte austriaca. Hermano menor de Johann Baptist von Lampi (1775), otro pintor retratista de la familia Lampi. Formado en la pintura por su padre.  antes de ingresar en la Academia de Bellas Artes de Viena, en los estudios de Hubert Maurer y Heinrich Füger En 1797, cuando Franz tenía 15 años, la familia Lampi se trasladó a San Petersburgo coincidiendo con el tercer y último reparto de Polonia, atraída por la generosa oferta que les hizo el zar, Pablo I de Rusia Distanciado de su padre y desheredado, Franciszek Lampi abandonó San Petersburgo a los 32 años, tras las guerras napoleónicas, y se instaló en Varsovia en 1815 La buena reputación de su padre y su infancia en  Polonia le facilitaron su vida en la sociedad polaca
Expuso en los Salones de Varsovia de 1828, 1838, 1841 y 1845, y en 1841 abrió su propia escuela privada de arte.
Lampi pintaba sobre todo retratos aristocráticos y se especializó en las representaciones románticas de bellas mujeres. Además, produjo magníficos paisajes y marinas inspirados por las nuevas fuerzas intelectuales del Siglo de las Luces y en la filosofía del Romanticismo en Polonia. Su estilo artístico se asemejaba a la obra del italiano Salvator Rosa y del francés Vernet Impartía clases de arte en su estudio, pero también viajaba. En 1817-1819 daba clases en Cracovia. Entre sus alumnos se encontraron Wojciech Stattler y Piotr Michałowski
En 1823 viajó a Lublin por encargo, y en 1830 a Vilna. Tras la revuelta polaca de noviembre contra el Imperio ruso, pasó unos años en Wroclaw (Breslavia) antes de regresar a Varsovia en 1836. En 1840 visitó Dresde, Berlín y Múnich; los alemanes le conocen como Franz Xaver Ferdinand von Lampi. En 1850 Lampi regresó a Varsovia donde murió en 1852 a la edad de 70 años, se cree que posiblemente fuera víctima de un brote de cólera. 
Su obra se puede encontrar en el Museo Nacional de Polonia y sus delegaciones incluyendo Varsovia, Cracovia, Poznań así como en la Galería de Arte Mykolas Žilinskas (Kaunas, Lituania).